# La Chapelle-Faucher

La Chapelle-Faucher este o comună în departamentul Dordogne din sud-vestul Franței. În 2009 avea o populație de 386 de locuitori.

## Evoluția populației
| An        | 1975 | 1982 | 1990 | 1999 | 2006 | 2009 |
| --------- | ---- | ---- | ---- | ---- | ---- | ---- |
| Populație | 478  | 445  | 398  | 399  | 372  | 386  |